# Dizaine (religion)
Pour les articles homonymes, voir dizaine.

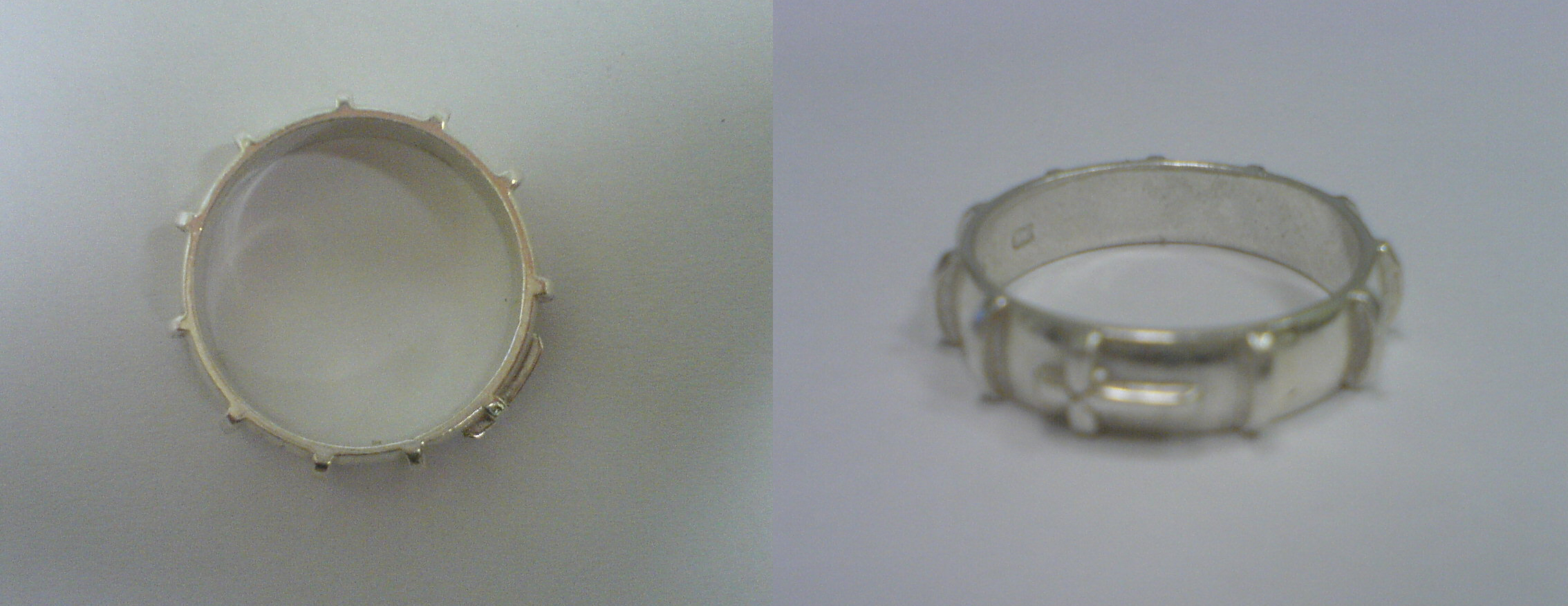
Dizainier sous forme de bague. On y voit la croix et les 10 points servant à égrener les prières.

Une dizaine (ou dizainier) est une prière récitée à l'aide d'un dizainier ou d'un chapelet, qui en comprend cinq.
La récitation comprend un Notre Père, dix Je vous salue Marie et un Gloire au Père.  
Le chapelet servant à cette prière est appelé « dizainier » et est constitué en général d'une croix et de 10 grains ou créneaux ; aide à la prière et à la méditation, il prend le relais du chapelet sous une forme plus simplifiée et plus discrète, par exemple sous la forme d'un bracelet ou d'une bague. Voir par exemple le chapelet basque.
On le récite très fréquemment lors de la sonnerie de l'Angélus, le matin, le midi et le soir, en particulier les Dimanche et durant le Carême et l'Avent. 